# Dear Santa (filme de 2024)
Dear Santa  é um filme de comédia natalina norte-americano de 2024, dirigido por Bobby Farrelly e estrelado por Jack Black, Keegan-Michael Key e Ben Stiller.
O filme foi lançado no Paramount+ e nas plataformas digitais em 25 de novembro de 2024, pela Paramount Pictures.

## Sinopse
Liam Turner é um aluno do sexto ano, disléxico e de temperamento dócil, mas sempre educado. Ele enfrenta uma fase complicada na vida, marcada pela recente perda de seu irmão, Spencer, e pela mudança de sua família para uma nova cidade. Além disso, seus pais, Bill e Molly, estão passando por problemas conjugais, o que agrava ainda mais o clima tenso em casa.
Na escola, Liam lida com inseguranças que o impedem de apresentar seu novo amigo, Gibby, à família. Ele também se sente constantemente constrangido por sua colega de classe e paixão, Emma, que, apesar de ser a única a defendê-lo e respeitar sua condição, intensifica sua timidez. Entre desafios emocionais e sociais, Liam busca encontrar seu lugar e superar as dificuldades em sua vida.
Na esperança de melhorar sua vida, Liam decide escrever sua lista de desejos de Natal e enviá-la pelo correio. No entanto, em um erro causado por sua dislexia, ele escreve "Papai Noel" como "Satanás". Para sua surpresa, a carta chega ao destinatário inesperado, e Satanás aparece em seu quarto na noite seguinte.
Embora confuso com a aparência e o comportamento excêntrico de seu visitante, Liam acredita piamente que ele é o verdadeiro Papai Noel. Divertido com o mal-entendido, Satanás decide entrar na brincadeira e oferece a Liam a realização de três desejos. Sem hesitar, Liam pede que Emma, sua paixão escolar, lhe dê uma chance.
No dia seguinte, Satanás surge na escola para encorajar Liam a se aproximar de Emma. Mesmo atrapalhado e inseguro, Liam consegue marcar um encontro com ela para um show do Post Malone, com Satanás garantindo ingressos VIP como parte do desejo. Apesar das circunstâncias inusitadas, Liam começa a perceber que os desejos realizados nem sempre vêm da forma que imaginava.
Mais tarde, Liam decide contar à mãe e a Gibby sobre seu encontro com o "Papai Noel". É então que Gibby percebe o erro de Liam e o alerta sobre o verdadeiro destinatário de sua carta. Determinado a corrigir a situação, Liam confronta Satanás e tenta cancelar o acordo. No entanto, Satanás se recusa e tenta persuadi-lo a usar os dois desejos restantes, deixando claro que sua alma seria o preço final.
Quando Liam volta para casa, ele encontra os pais preocupados, esperando por ele junto ao psicólogo infantil, Dr. Finkleman. Preocupados com as "fantasias" de Liam e temendo que elas estejam saindo do controle, eles agendam uma sessão de emergência. A consulta, no entanto, é interrompida por Gibby e Satanás, que aparecem para levar Liam ao show.
No evento, com uma ajudinha de Satanás, Liam é inesperadamente chamado ao palco. Em meio a aplausos, ele dança ao lado de Emma e Post Malone, criando um momento mágico que termina com um beijo no rosto de Emma.
Enquanto isso, Gibby, que começa a se sentir deixado de lado, enfrenta sua própria decepção. Ele vai embora mais cedo após ser rejeitado por uma garota por causa de sua mordida cruzada, o que o deixa desanimado. A noite, cheia de altos e baixos, marca um ponto de virada na relação de Liam com Emma, mas também destaca os desafios em sua amizade com Gibby.
Mais tarde, em casa, Liam conversa por telefone com Gibby sobre o show e percebe a decepção do amigo. Sentindo-se culpado, ele decide usar seu segundo desejo para corrigir isso: pede a Satanás que conserte os dentes de Gibby e o convida para acompanhá-lo e Emma a um encontro no carnaval de Natal local.
No entanto, enquanto Liam organiza tudo, seus pais, Bill e Molly, ouvem a conversa telefônica e ficam ainda mais preocupados. Convencidos de que Liam está perdendo a noção da realidade, eles o impedem de ir ao encontro e o levam para mais uma sessão com o Dr. Finkleman.
No consultório, a crença de que Liam está delirando começa a ser questionada quando uma enfermeira, que esteve no show, menciona ter visto Liam no palco ao lado de Post Malone. Isso gera dúvidas na mente de seus pais, mas não basta para convencê-los completamente.
Enquanto isso, Satanás, determinado a fazer Liam usar seu terceiro e último desejo, tenta manipulá-lo. Ele mostra imagens de Gibby e Emma aparentemente se divertindo juntos no carnaval sem ele, instigando ciúmes e insegurança em Liam. A pressão cresce, colocando Liam em um dilema entre resistir ou ceder à influência de Satanás.
De volta para casa, Liam, furioso e magoado, se tranca no quarto, enquanto seus pais, arrependidos por suas atitudes, começam a se reconciliar. No entanto, ao ouvir parte da conversa e interpretar erroneamente a situação, Liam acredita que eles estão prestes a se separar de vez. Desesperado, ele foge de casa e vai até o quarto de motel de Satanás.
Lá, Liam faz seu terceiro desejo: que seus pais fiquem juntos e apaixonados para sempre. Satanás aceita o pedido, mas, em um toque irônico, esclarece que só tomará a alma de Liam quando ele morrer naturalmente. Antes de partir, ele aconselha o garoto a "aproveitar a vida" enquanto pode.
Com o acordo selado e convencido de que sua alma está condenada, Liam muda drasticamente seu comportamento. Sentindo-se sem nada a perder, ele começa a enfrentar seus algozes com ousadia, mas suas ações impulsivas acabam afastando Emma, que se decepciona com sua atitude. A sensação de ter sacrificado sua alma e perdido o que mais valorizava deixa Liam à beira de uma nova encruzilhada.
No Inferno, é revelado que Satanás não é um demônio pleno, mas um meio-demônio em julgamento para provar sua dignidade como um verdadeiro servo das trevas. No entanto, ele fracassa em sua missão ao conceder dois desejos altruístas a Liam, algo que contradiz as regras do submundo e invalida o acordo pela alma do garoto. Como punição, o verdadeiro senhor do Inferno, Lúcifer, repreende Satanás e decreta seu banimento iminente, permitindo-lhe apenas uma hora para se despedir do mundo mortal.
Decidido a usar esse tempo com propósito, Satanás visita Liam e revela que o acordo foi cancelado. Durante a conversa, Liam descobre que Satanás é, na verdade, um impostor tentando provar seu valor. Com sinceridade, Satanás admite que, ao longo de suas interações, passou a gostar genuinamente de Liam. Ele também explica que o terceiro desejo de Liam – manter seus pais juntos – foi automaticamente anulado porque Bill e Molly já haviam se reconciliado por conta própria.
Antes de partir, Satanás confessa que, mesmo diante de sua punição, decidiu realizar o que restava dos desejos de Liam. Para isso, ele recorreu à carta de Natal original e usou o que estava escrito nela para realizar o terceiro desejo: garantir momentos felizes e o apoio que Liam sempre sonhou. Em sua despedida, Satanás deixa para Liam uma lição inesperada sobre amizade, sacrifício e a força de acreditar em si mesmo.
Na manhã de Natal, Liam acorda surpreso e emocionado ao encontrar seu irmão, Spencer, ressuscitado e pronto para celebrar a data com a família em sua nova casa. O reencontro traz uma alegria indescritível para todos, transformando o Natal em um momento inesquecível de cura e união.
No entanto, enquanto a família comemora, Liam recebe uma ligação inesperada de Gibby. O amigo revela que conseguiu convencer Emma a dar outra chance a Liam. Para isso, ele apelou à simpatia dela, contando sobre a morte de Spencer e os desafios que Liam enfrentou desde então. Embora a intenção de Gibby fosse ajudar, Liam entra em pânico, preocupado com a possibilidade de Emma estar agindo apenas por pena, o que aumenta sua insegurança sobre a relação.
Dividido entre o alívio de ter sua família reunida e a ansiedade sobre como lidar com Emma, Liam percebe que o verdadeiro espírito do Natal talvez esteja em aceitar tanto os momentos de alegria quanto os desafios que ajudam a moldá-lo como pessoa.

## Elenco
- Robert Timothy Smith as Liam Turner
- Jack Black as Satan / "Santa Claus"
- Jaden Carson Baker as Gibby
- Kai Cech as Emma
- Brianne Howey as Molly Turner
- Hayes MacArthur as Bill Turner
- P. J. Byrne as Mr. Charles
- Keegan-Michael Key as Dr. Finkleman
- Gavin Munn as Aidan
- Post Malone as himself (credited as "Austin Post")
- Luke Chiappetta as Jock Buddy #1
- Ben Stiller as Lucifer / "Jack Frost" (uncredited)

## Produção
Em abril de 2023, foi anunciado que Bobby Farrelly dirigiria e produziria o filme, com Peter Farrelly produzindo junto com Jeremy Kramer, para a Paramount Pictures. Os irmãos Farrelly e Ricky Blitt escreveram o roteiro a partir de uma ideia original de Dan Ewen.
O filme é o segundo filme de Natal de Black, depois de The Holiday em 2006; é também sua segunda colaboração com Farrelly, depois do filme Shallow Hal de 2001.

### Elenco
O elenco foi definido em março de 2023 com Jack Black no papel principal. Keegan-Michael Key e Post Malone também foram confirmados.

### Filmagem
As filmagens principais começaram em março de 2023 em Atlanta e Decatur, Geórgia, onde a Decatur Square foi transformada em um festival de Natal ao ar livre. Em julho, a produção foi interrompida devido à greve dos atores de 2023.

## Lançamento
Querido Papai Noel foi lançado no Paramount+ e nas plataformas digitais em 25 de novembro de 2024.

## Recepção
O Metacritic, que usa uma média ponderada, atribuiu ao filme uma pontuação de 34 em 100, baseado em five críticos, indicando críticas "geralmente desfavoráveis".
Brian Tallerico do RogerEbert.com deu ao filme uma de quatro estrelas e escreveu: "Houve um tempo em que Jack Black se reunindo com os irmãos Farrelly para fazer uma comédia familiar teria causado algumas ondas culturais. Este não é o momento. A maioria das pessoas provavelmente não tem ideia de que Dear Santa de Bobby Farrelly foi enterrado no Paramount+, lançado em uma segunda-feira com quase nenhuma promoção. Por quê? A equipe de marketing provavelmente não tinha ideia de como vender um filme que parece resolutamente feito para ninguém."
Frank Scheck, do The Hollywood Reporter, escreveu: "Não deveria ser uma revelação que os esforços cômicos de Black sejam a salvação do filme. Adotando um rosnado profundo que o faz soar como Jack Nicholson do final do período, o ator está claramente se divertindo com seu papel colorido, e a diversão se mostra contagiante. Ele torna as muitas piadas ruins suportáveis e as decentes ainda mais engraçadas com sua entrega tipicamente maníaca e perfeitamente cronometrada."